# Antoine Laurent Nugue
Antoine Laurent Nugue est un homme politique français né le 24 juin 1757 à Charvieu (Isère) et décédé le 15 novembre 1830 à Lyon (Rhône).
Homme de loi à Vienne en 1789, il est administrateur du département en 1791. Il est élu député de l'Isère au Conseil des Cinq-Cents le 24 vendémiaire an IV et s'occupe de questions financières. Il est commissaire près le tribunal criminel du Rhône en 1804 et devient chevalier d'Empire en 1810. Il est substitut de l'avocat général en 1811 et devient président de la Cour Royale de Lyon en octobre 1815.